# Razgrad (distrikt)
Razgrad (bulgariska: Разград) är ett distrikt i Bulgarien.   Det ligger i kommunen Obsjtina Văltjedrăm och regionen Montana, i den nordvästra delen av landet, 120 km norr om huvudstaden Sofia.
Trakten runt Razgrad består till största delen av jordbruksmark. Runt Razgrad är det ganska glesbefolkat, med 29 invånare per kvadratkilometer.